# Heinrich Ernst Bindseil
Heinrich Ernst Bindseil (* 22. Mai 1803 in Nöschenrode; † 26. November 1876 in Halle (Saale)) war ein deutscher Bibliothekar und Historiker.

## Leben
Der Sohn eines Maurermeisters hatte 1814 das Lyceum Wernigerode und 1822 die Hauptschule in Halle (Saale) frequentiert. Anschließend nahm er an der Universität Halle-Wittenberg ein Studium der Theologie und Philologie auf und promovierte zum Doktor der Philosophie. Ab Michaelis 1829 war er bis Ostern 1837 als Hilfslehrer der lateinischen Hauptschule in Halle tätig. Michaelis 1840 wurde er Stellvertretender Sekretär, Michaelis 1842 Sekretär, ab 4. August 1847 Unter-Bibliothekar der Universitätsbibliothek in Halle. Für verdienstvolle historische Arbeiten auf reformatorischen Gebiet wurde er am 22. Oktober 1855 durch ein Handschreiben des Königs Friedrich Wilhelm IV. sowie durch Verleihung der goldenen Medaille für Wissenschaft ausgezeichnet.
Am 9. Januar 1856 ernannte man ihn zum außerordentlichen Professor an der Universität Halle-Wittenberg und am 5. Oktober 1863 erhielt er den roten Adlerorden 4. Klasse. 1863 wurde ihm die Ehre zuteil, zu der von dem König Wilhelm zu vollziehenden Grundsteinlegung des Melanchthon-Denkmals als Ehrengast nach Wittenberg geladen zu werden, wo seine auf die Reformatoren bezüglichen Schriften in den Grundstein des Denkmals eingefügt wurden. Nach dem Tod von Gottfried Bernhardy wurde Bindseil mit der Verwaltung der Stelle des Ober-Bibliothekars der Universitätsbibliothek betraut. Jedoch konnte er der ihm übertragenen Aufgabe nicht mehr in völligen Umfang genügen. Er erkrankte ein Jahr später und verstarb.
Bindseil war Mitglied der deutsch morgenländischen Gesellschaft, Mitglied der historisch-theologischen Gesellschaft in Leipzig und Mitglied des afrikanischen Institutes in Paris. Durch seine Forschungen, welche sich besonders auf die Zeit der Reformation bezogen, hatte sich Bindseil Verdienste erworben. Hier sind vor allem seine kritischen Studien der Lutherischen Bibelübersetzung, die Ausgabe der Tischreden Luthers und seine Veröffentlichungen des 16. bis 28. Bandes des Corpus Reformatorum zu nennen.

## Werke
- Abhandlungen zur allgemeinen vergleichenden Sprachlehre, a) Physiologie der Stimm- und Sprachlaote.b) lieber die verschiedenen Bezeichnungsweisen des Genus in den Sprachen. Hamburg 1838
- Akustik mit sorgfältiger Berücksichtigung der neuern Forschungen. Potsdam 1839, (Online)
- Verzeichniss der Original-Ausgaben der Lutherischen Uebersetzung sowohl der ganzen Bibel, als auch grösserer und kleinerer Theile und einzelner Stellen derselben, mit Beifügung der Signaturen, wodurch sie in der kritischen Ausgabe der Lutherischen Bibelübersetzung bezeichnet werden sollen, systematisch geordnet. Halle, später vermehrt unter dem Titel: Verzeichniss der Original-Ausgaben der Lutherischen Uebersetzung sowohl der ganzen Bibel, als auch grösserer und kleinerer Theile und einzelner Stellen derselben, in systematischer Ordnung; als Festschrift zur dreihundertjährigen evangelischen Jubelfeier der Stadt Halle. Halle, 1841,
- Dr. Marlin Luthers Tischreden oder Colloquia, so er in vielen Jahren gegen gelahrten Leuten, auch fremden Gästen und seinen Tischgesellen geführet, nach den Hauptstücken unserer christlichen Lehre zusammengetragen. Nach Aurifabers erster Ausgabe, mit sorgfältiger Vergleichung sowohl der Stangwaldschen als der Selneccerschen Redaction herausgegeben und erläutert von Karl Eduard Förstemann und Heinrich Ernst Bindseil. Vierte Abtheilung. Berlin 1848. (Mit einer ausführlichen Einleitung über den Ursprung, die Beschaffenheit und Geschichte dieser Tischreden und über den bei dieser kritischen Ausgabe befolgten Plan).
- Dr. Martin Luthers Bibelübersetzung nach der letzten Original Ausgabe, kritisch bearbeitet von Dr. Heinrich Ernst Bindseil und Dr. Hermann Agathon Niemeyer.
  - Erster Theil. Die fünf Bücher Moses. Halle, 1845;
  - Zweiter Theil. Die historischen Bücher des allen Testaments, Josua bis Esther. Halle 1846;
  - Dritter Theil. Die poetischen Bücher des alten Testaments, Hiob bis Hoheslicd. Halle 1848;
  - Vierter Theil. Die prophetischen Bücher des Alten Testaments, Jesaia bis Maleachi. Halle 1850;
  - Fünfter Theil. Die apokryphischen Bücher des Allen Testaments, Judith bis Gebet Manasse's. Halle 1853
  - Sechster Theil. Die Historischen Bücher des Neuen Testaments. Evangelium Matthäi bis Apostelgeschichte. Halle 1854.
  - Siebenter Theil. Die apostolischen Briefe des. Neuen Testaments und die Offenbarung Johannis, nebst Luthers Vorreden und Randbemerkungen zu den biblischen Büchern. Halle 1855,
- Corpus Reformatorum (Philippi Melanthonis opera, quao supcrsunt omnia). Post Carolum Gottl. Brettschneiderum edidit Henricus Ernestus Bindseil.
  - CR 16, Halle 1850, (Online)
  - CR 17, Halle 1851, (Online)
  - CR 18, Halle 1852
  - CR 19, Braunschweig 1853, (Online)
  - CR 20, Braunschweig 1854, (Online)
  - CR 21, Braunschweig 1854, (Online)
  - CR 22, Braunschweig 1855, (Online)
  - CR 23, Braunschweig 1855
  - CR 24, Braunschweig 1856
  - CR 25, Braunschweig 1856 (Online)
  - CR 26, Braunschweig 1858 (Online)
  - CR 27, Braunschweig 1859 (Online)
  - CR 28, Braunschweig 1860 (Online)
- Bericht über die jetzt vollendete kritische Ausgabe der Lutherischen Bibelübersetzung von Dr. G. F. Bindseil etc. Halle 1855, (Online)
- Beschreibung des am 2. November 1856. gefeierten siebenhundertjährigen Jubelfestes der St. Moritz-Kirche zu Halle. Halle 1856
- Prüfung der angeblichen Mehrzahl von Wittenberger Ausgaben der vollständigen Lutherischen Bibelübersetzung aus dem Jahre 1545. Ein Beitrag zur Geschichte dieser Übersetzung als Festschrift zur 50-jährigen Jubelfeier der Vereinigung der beiden Friedrichs-Universitäten Halle und Wittenberg. 1867
- Ueber die Concordanzen. 1870